# Фальшборт

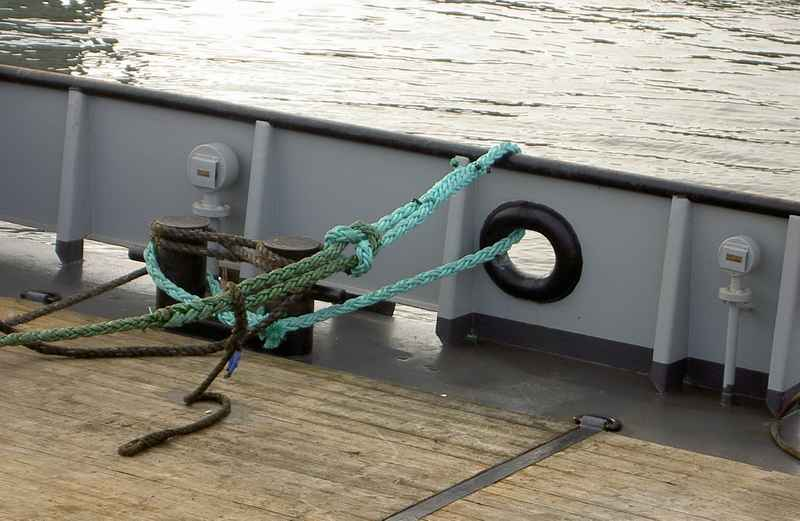
Фальшборт із швартовим клюзом

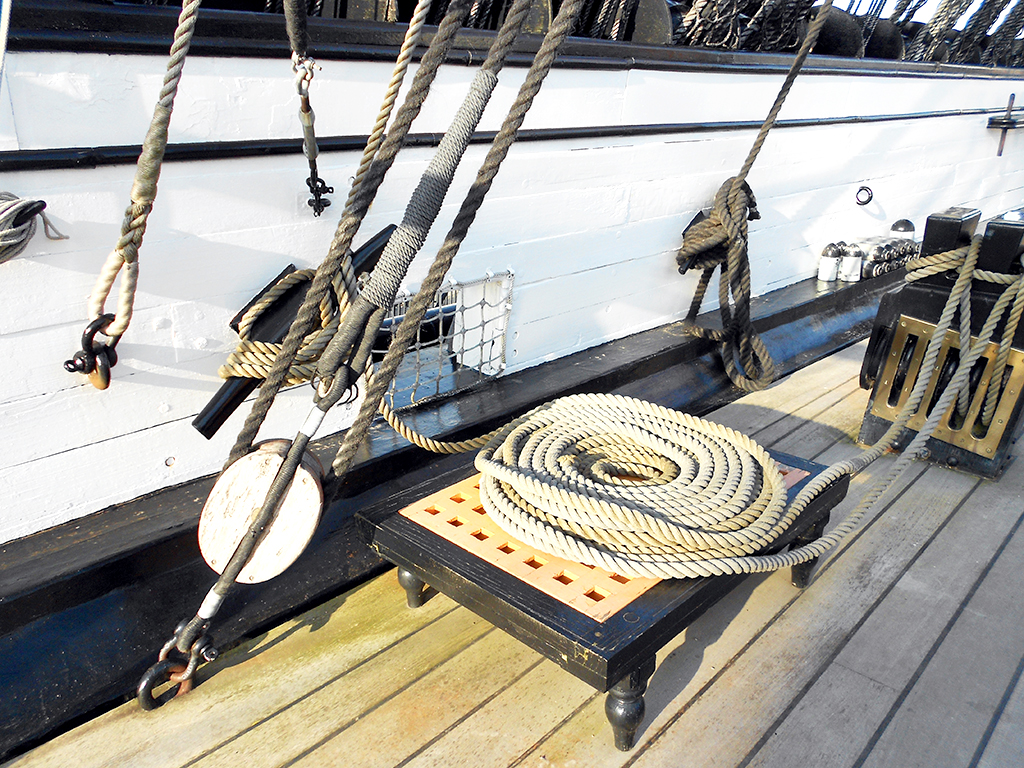
Фальшборт «Ворріора» з гарматним портом

Фальшбо́рт (англ. bulwark) — конструкція з листів та підкріплювального набору для обгороджування відкритих частин палуб судна, корабля чи будь-якого іншого плавучого засобу. Матеріал, з якого виготовлений фальшборт, напряму залежить від матеріалу, з якого виготовлене судно, тобто, на дерев'яних суднах встановлюється дерев'яний фальшборт, на сталевих — металевий. Візуально являє собою суцільну стінку з вирізами (або ж без них). Застосовується для стоку води, швартування судна, а також зменшує накочування хвиль на палубу.

## Опис
Висота фальшборту коливається від 1 до 1,5 метрів. На рибальських суднах, зазвичай, фальшборт не приварюють до ширстрека, щоби запобігти заливанню палуби, а також встановлюють під нахилом, щоби запобігти його пошкодженню при швартуванні. Для стікання води у суцільному фальшборті передбачають отвори — шпігати. Зверху фальшборту встановлюється планшир.
При будівництві судна передбачають створення температурних швів (дилатації) в фальшборті судна: передбачених, щоб уникнути розрив фальшборту від вигинання корпусу судна на хвилі і великих температурних стрибків атмосфери, гідросфери, навколишнього середовища.
Ось фрагмент із заводської специфікації судна «Тойво Антикайнен»: «Фальшборт — зварна конструкція заввишки 1200 мм по всій довжині судна. Температурні шви (дилатація) — три по довжині фальшборту».